# 西川晶
西川 晶（にしかわ　あきら、1947年2月23日- ）は、日本の作曲家であるとともに、作詞家、歌手としても活動中。本名は西川義昭（にしかわ　よしあき）。静岡県静岡市出身。現在も同市に在住し、「ポイント」というカラオケ喫茶の経営者。
小学校の頃、美空ひばりの歌を聞き、歌手を夢見る。中学生時代は、お祭りバンドでボーカルを務める。高校時代は、ロックバンドでダンスパーティなどでボーカルを担当した。
高校卒業後、上京し、作曲家に師事、勉強（レッスン）を受ける。バンド活動中の際、ビアガーデンにてピンク・レディーの二人（デビュー前）が尋ねてきてレッスンをする事になった。ピンク・レディーはその後、「ペッパー警部」でデビューした。
その後、橋幸夫の店にてウェイターの仕事をしながら、歌手活動などアシスタントを行う。その後、こまどり姉妹の前唄にて全国巡業し、レコード発売とともに活動をした。さらに、五木ひろし、中条きよし、八代亜紀などがデビューした全日本歌謡選手権に出場し、作曲家船村徹の助言「歌では言う所はないけれど、もう一度一から出直して見たらどうか」という一言が、今日の西川晶を作る事に繋がり、現在に至る。作曲、作詞を手がけ、コンサート活動を行いながら、地元静岡を発信地として、活動を行っている。
最近では、富士山静岡空港の応援歌「希望の翼」を作曲、作詞、唄を手がけている。